# Assurnasirpal II
Assurnasirpal II of Assoernasirpal II (Aššur-nâsir-apli) was koning van Assyrië van ca. 883 v.Chr. tot 859 v.Chr.. Hij was de zoon van Tukulti-Ninurta II. 

## Bouwwerken en kunst
In zijn tijd ontwikkelde het Assyrische rijk zich tot een mogendheid van formaat. Hij bouwde de grote tempel voor Isjtar in Ninive, hoewel in zijn tijd Assur nog de hoofdstad was. Hoewel er sinds de tijd van Adad-Nirari II vrede met rivaal Babylon was, verplaatste hij zijn hof in 879 v.Chr. naar het noordelijker gelegen Kalhu, omdat Assur te dicht bij de grens lag. Hij bouwde er een groot paleis en legde een kanaal aan dat water van de Grote Zab naar de stad bracht. Assur bleef een belangrijk religieus centrum, waar bijvoorbeeld de koningen begraven werden.
Zijn bewind wordt gezien als het begin van een periode waarin niet alleen bouwprojecten, vooral van een paleis of een tempel, maar ook beeldhouwkunst gebruikt werd om het aanzien van de koning en het rijk te vergroten. Zowel de binnenzijde van het paleis als de voorgevel werden bedekt met afbeeldingen van oorlogen, jacht- en bouwactiviteiten, feesten en ontvangsten van schatting van de koning. Zijn opvolgers zouden deze trend voortzetten en alleen maar versterken. Kunst werd als nuttig propagandamiddel gezien.

## Veldtochten

### Het noorden
Zijn reeks veldtochten begon in de heuvels van het noorden waar hij het land van Kutmuhu binnenviel aan de bovenloop van de Tigris. Hij dwong de plaatselijke Mushki (Frygiers) tot het betalen van schatting. In 882 herstichtte hij er de stad Tušhan (nu Ziyarettepe bij Diyarbakır) in dit strategische grensgebied met Urartu en Šubria. Daarna trok hij zo'n driehonderd kilometer naar de beneden Khabur om een opstandige Aramese vazal tot de orde te roepen. Hij deed dat op nietsontziende wijze en pochte flink over de wreedheid die hij aan de dag legde tegenover eenieder die hem durfde tegen te werken. Er volgden nog meer veldtochten die het Assyrisch gezag in eigen land onbetwist zou maken.

### Het westen
Daarna richtte hij zijn aandacht op de kust van de Middellandse Zee. Aan de Eufraat lag een onafhankelijk Aramees koninkrijk Bit-Adini. Hij dwong de koning Ahumi tot schatplicht en daarmee lag de weg naar het westen open. Het volgende jaar 877 v.Chr. trok hij over de Orontes langs de bergen van de Libanon naar zee om er'zijn wapens in zeewater schoon te wassen'. Hij ontving schatting van vele steden, waaronder Sidon, Tyrus, Byblos en Arvad. Daarna ging de koning weer naar huis en er was weinig blijvend gebiedsgewin. Toch wist Assurnasirpal hiermee het gehele Midden-Oosten ontzag voor de Assyrische staat in te boezemen. Zijn reputatie van wreedheid was daarbij een doelbewust onderdeel van zijn buitenlands beleid. Het uitroeien van bevolkingsroepen was daar overigens geen onderdeel van. Hij deporteerde ze liever om van hun arbeidskracht te profiteren. Het ging meer om buitensporige bestraffingen voor ontrouw of tegenstand. Zo verging het ook met de stad Kinaboe, de burcht van koning Hoelai. Hij omsingelde de stad en na een vreselijke strijd nam hij haar in. De soldaten werden over de kling gejaagd. 3000 gevangenen liet Assurnasirpal II levend verbranden; hij liet niet één gijzelaar over. De vorst Hoelai werd levend gevild en zijn huid werd opgehangen aan de stadsmuur. De lijken werden opgestapeld tot torens en verbrand, ook jongelingen en meisjes werden levend verbrand. Uiteindelijk werd de stad verwoest en, hoe kan het nog anders, verbrand. Dit gruwelijke eposverslag werd door de koning zelf geschreven.

### Het zuiden
Met de zuidelijke buurman Babylonië waren aanvankelijk wat conflicten in het gebied langs de Eufraat, maar daarna waren de betrekkingen met Nabu-apla-iddina, de sterkste vorst op de Babylonische troon in een paar eeuwen, vrij redelijk. De beide vorsten respecteerden elkaar en erkenden het wederzijds belang van vrede.
De koning had grote belangstelling voor de natuur en de jacht. Zo bracht hij planten en dieren mee naar huis om daar verder gekweekt te worden,
Hij werd opgevolgd door zijn zoon Salmanasser III.